# Nicolás Medina Ríos
Nicolás Esteban Medina Ríos (Santiago, 28 de março de 1987) é um futebolista chileno que joga como atacante no Curicó Unido.

## Carreira
Começou a carreira na Universidad de Chile, foi promovido em 2006 ao profissional, onde ficou até 2007, se transferindo para o Osasuna da Espanha, nesse mesmo ano. Sem mesmo entra em campo com a camisa do Osasuna, Nico Medina foi emprestado ao Eibar, também da Espanha. Após uma temporada no Eibar, foi novamente emprestado a um time da Espanha, o Huesca. Em seu último ano na Espanha, foi emprestado ao Castellón. Em 2011, foi contratado pelo PFC Akademik Sofia da Bulgária.